# Hamda Saïd
Hamda Saïd (arabisch حمدة سعيد, DMG Ḥamda Saʿīd) ist ein tunesischer islamischer Rechtsgelehrter und Imam. Er war von 2013 bis 2015 als Nachfolger von Othman Batikh Mufti der Republik, die höchste muslimische Autorität in seinem Land. Er ist Imam der Moschee im Stadtzentrum von Beni Khiar, Nabeul. 2016 wurde Othman Batikh sein Nachfolger.